# 金紫仙镇
关王镇，是中华人民共和国湖南省郴州市安仁县下辖的一个乡镇级行政单位。

## 行政区划
关王镇下辖以下地区：
关王社区、高坊村、赵源村、大朋村、赤滩村、栗山村、坦下村、杞林村、红岩村、疗源村和砖坑村。